# Distenia toledoi
Distenia toledoi es una especie de escarabajo longicornio del género Distenia, categorizada en la tribu Disteniini, de la orden Coleoptera. Fue descrita por Pérez-Flores & Botero en 2022.

## Descripción
Mide 14,1-14,7 mm de longitud.

## Distribución
Se distribuye por México.